# Schatz von Ruffieu

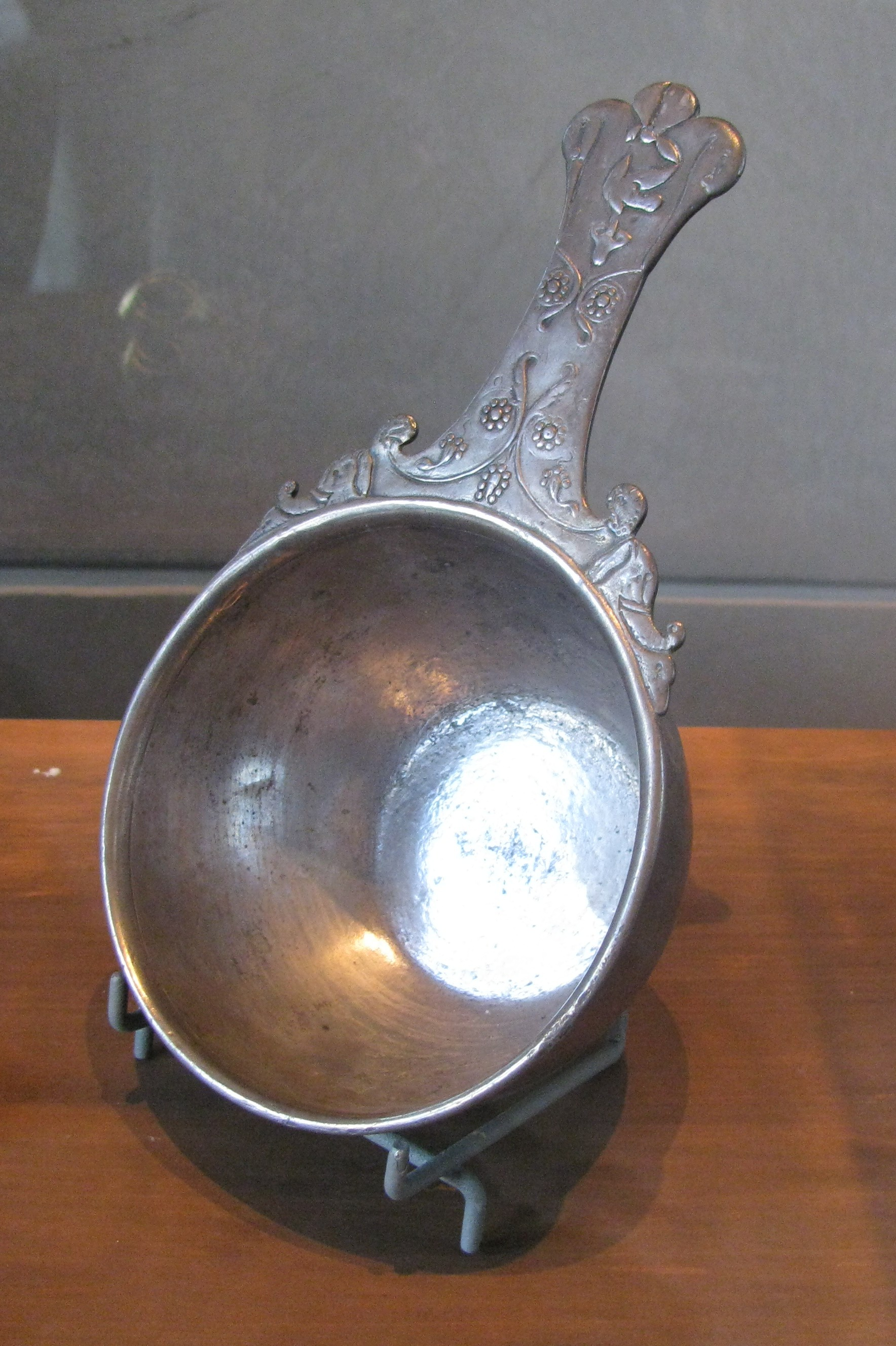
Kasserolle aus dem Schatz von Ruffieu

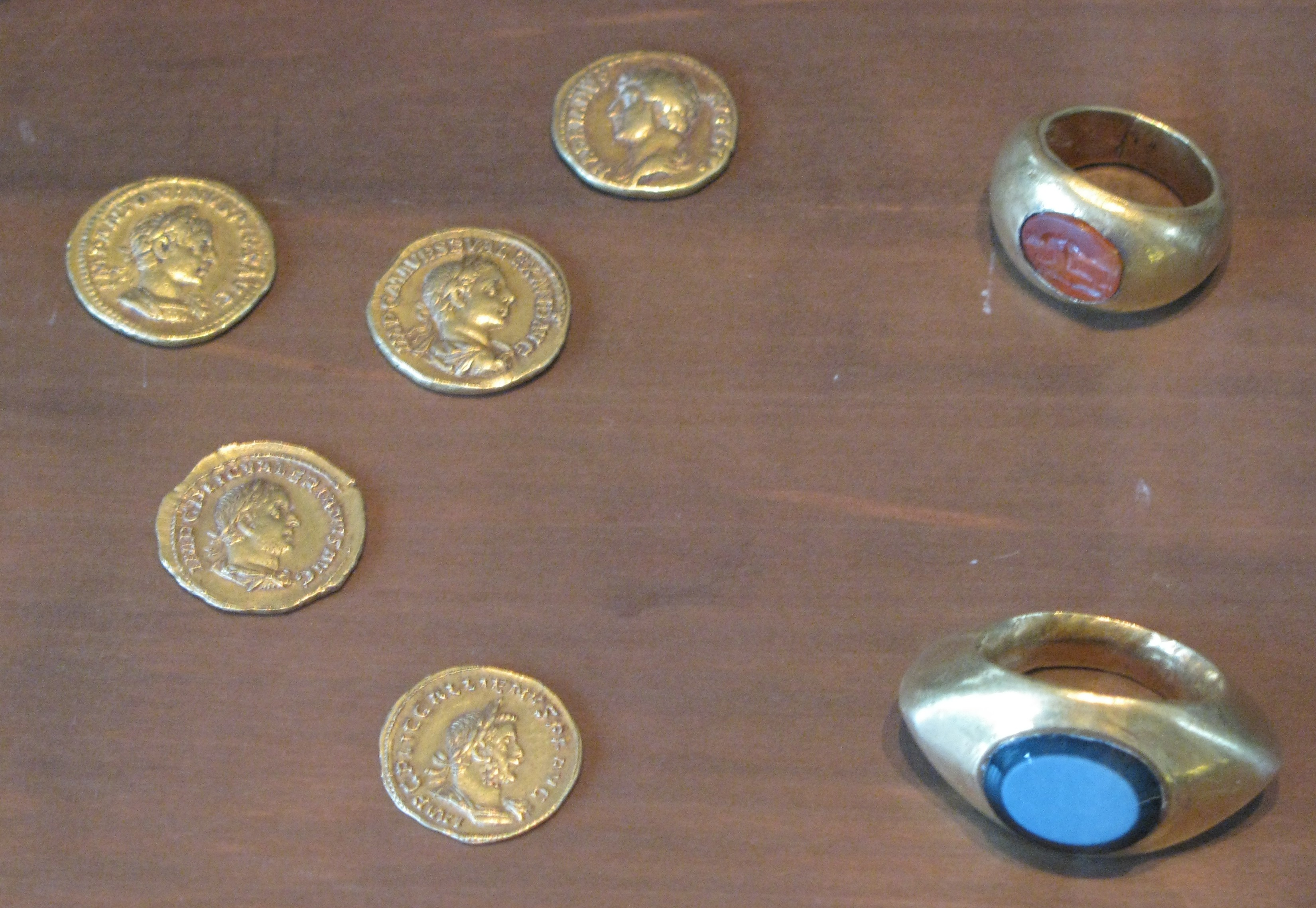
Münzen und Ringe aus dem Schatz von Ruffieu

Der Schatz von Ruffieu ist ein römischer Depotfund des 3. Jahrhunderts n. Chr. Die Objekte wurden im Jahr 1837 im Dorf Ruffieu bei Bourgoin (Département Isère), ca. 42 Kilometer südöstlich von Lyon, entdeckt und befinden sich heute im Musée des Beaux-Arts in Lyon.

## Funde
Der Fundkomplex enthält sechs Aurei mit einer 254/255 n. Chr. geprägten Münze des Gallienus, die den terminus post quem der Verbergung angibt, weiterhin als goldene Schmuckstücke fünf Fingerringe.
Aus Silber bestehen vier Löffel und ein Becher sowie zwei Kasserollen. Eine davon trägt eine einpunzierte Besitzerinschrift C. DIDI. SECVNDI / MIL. LEG. II AVG / Mari, also „Eigentum des Gaius Didius Secundus, Soldaten der 2. Augustischen Legion in der Hundertschaft des Marius“. Die Legio II Augusta war von der Eroberung Britanniens an bis in die Spätantike in Britannien stationiert.